# Spathipheromyia minuta
Spathipheromyia minuta är en tvåvingeart som först beskrevs av Stein 1911.  Spathipheromyia minuta ingår i släktet Spathipheromyia och familjen husflugor.
Artens utbredningsområde är Peru. Inga underarter finns listade i Catalogue of Life.